# Gare de Goncelin
Gare de Goncelin vasútállomás Franciaországban, Goncelin településen.

## Vasútvonalak
Az állomást az alábbi vasútvonalak érintik:
- Grenoble–Montmélian-vasútvonal

## Kapcsolódó állomások
A vasútállomáshoz az alábbi állomások vannak a legközelebb:
- Le Cheylas - La Buissière railway station
- Tencin - Theys railway station
- Gare de Brignoud
- Gare de Pontcharra-sur-Bréda - Allevard